# Samo Rugelj
Samo Rugelj, slovenski založnik, literarni in filmski publicist ter pisatelj * 27. marec 1966, Ljubljana.

## Življenjepis
Rodil se v družini psihiatra Janeza Ruglja. Leta 1973 je začel obiskovati Osnovno šolo Ledina v Ljubljani. 1981 se je vpisal na  Srednjo naravoslovno šolo). Med letoma 1985 in 1986 je služil vojsko v Beogradu, potem pa je študiral na Fakulteti za naravoslovje in tehnologijo v Ljubljani ter leta 1992 pridobil naziv diplomiranega inženirja farmacije. Pripravništvo je opravljal na Javni agenciji RS za zdravila in medicinske pripomočke).
Leta 1994 se je zaposlil v farmacevtskem podjetju Lek, kjer je bil dve leti zadolžen za prodajo farmacevtskih izdelkov v Aziji. Leta 1997 se je zaposlil v podjetju UMco (ustanovljenem leta 1992), postal njen direktor in ga usmeril v založništvo. Od leta 2001 je tu glavni in odgovorni urednik. Založba izdaja psihološke, družbeno angažirane,  esejistične, filmske knjige in knjige za preobrazbo duha in telesa. Podjetje Za časopis Delo je začel pisati na temo popkulture, konkretno o filmu in založništvu.  
Vpisal je magisterij iz evropske filmske industrije in leta 1999 magistriral na Ekonomski fakulteti v Ljubljani. Doktorat iz slovenskega založništva je zagovarjal na Filozofski fakulteti v Ljubljani, na Oddelku za bibliotekarstvo, informacijsko znanost in knjigarstvo. Leta 2000 je soustanovil revijo Premiera in bil štirinajst let njen urednik in glavni pisec. Od leta 2001 je urednik knjižne zbirke Premiera. Pomagal je ustvariti in urejati revijo Bukla. Od leta 2013 piše za portal SiOL.net.
Prejel je nagrado za najzaložnika 2015. Živi v Ljubljani z urednico in založnico Renate Rugelj in ima tri otroke. V prostem času se ukvarja s tekom, pohodništvom in ultramaratonom.

## Knjige
- 1992: Hidroksilamini kot potencialna pro-kontrastna sredstva pri slikanju z magnetno resonanco: Diplomsko delo  (COBISS)
- 1999: Analiza položaja evropske filmske industrije in njene srednjeročne perspektive: Magistrsko delo (COBISS)
- 2001: Sobotne filmske zgodbe (COBISS)
- 2001: V isto reko ne moreš stopiti dvakrat: Filmska nadaljevanja prihodnosti (COBISS)
- 2002: Evropski film: večno nihanje med umetnostjo, zabavo in poslom (COBISS)
- 2002: Spider-man sli stropovski junaki na filmskem platnu (z Zoranom Smiljanićem) (COBISS)
- 2003: Daredevil: Čarobni svet posebnih filmskih učinkov (z Urošem Šetino)  (COBISS)
- 2003: Najboljše stvari v življenju so zastonj: Čudoviti svet brezplačnih medijev (z Janom J. de Vriesom in Renate Štrucl) (COBISS)
- 2005: Najboljše stvari v življenju bodo zmeraj zastonj: Kartice Feliks in revija Premiera v letu 2004 (z Renate Štrucl) (COBISS)
- 2006: Stari, kje je film? Zgodba o korejskem filmskem čudežu (z Marcelom Štefančičem, jr.) (COBISS)
- 2007: Stranpota slovenskega filma: Zapisi o kinematografiji 2000-2007 (COBISS)
- 2009: Optimizacija družbeno-ekonomskih učinkov javnih vlaganj v slovensko založništvo: Doktorsko delo (COBISS)
- 2009: Gledalec, bralec: Zapisi o filmih in knjigah (COBISS)
- 2010: Za vsako besedo cekin? Slovensko knjižno založništvo med državo in trgom Arhivirano 2018-07-24 na Wayback Machine. (COBISS)
- 2012: Delaj, teci, živi: Zgodba o ljubiteljskem tekaču, ki se po dvajsetih letih sedenja odloči (spet) preteči maraton (COBISS)
- 2014: Ultrablues: Kako so se trije kompanjoni lotili ultramaratona (z Boštjanom Videmškom in Žigo X Gombačem)  (COBISS)
- 2014: Izgubljeni bralec: Esej o slovenskem založništvu v kriznih časih (COBISS)
- 2016: Na dolge proge (COBISS)
- 2018: Triglavske poti: Hvalnica hoji in potepanja na vrh Slovenije (COBISS)

Izčrpen seznam Rugljevih člankov je na Wikiverzi.